# Dorothy Day
Dorothy Day, Obl.S.B. (Brooklyn, 1897. november 8. – Manhattan, 1980. november 29.) amerikai újságíró, társadalmi aktivista és katolikus konvertita.
Dorothy Day megtérése után lett híres. Katolizálása előtt kezdetben bohém életet élt. Konverzióját a The Long Loneliness című önéletrajzában írta meg.
Day társadalmi aktivizmusát is önéletrajzában írta meg. 1917-ben bebörtönözték, mint Alice Paul szüfrazsettek Silent Sentinel pacifista csoportjának egy tagját. Az 1930-as években Day szorosan együttműködött aktivista társával, Peter Maurinnal, hogy megalapítsák a Katolikus Munkásmozgalmat, egy békemozgalmat, mely egyesítette a szegényeknek és a hajléktalanoknak nyújtott közvetlen segítséget az erőszakmentes nyílt akcióval az érdekükben. Passzív rezisztenciát gyakorolt, ami további bebörtönzésekhez vezetett 1955-ben, 1957-ben, és 1973-ban, 75 évesen.
Day aktív újságíró is volt, társadalmi aktivizmusáról írásaiban számol be. Mint a katolikus munkásmozgalom tagja, Day társalapítója a Catholic Worker újságnak 1933-ban, és annak szerkesztőjeként szolgált 1933-tól 1980-ban bekövetkezett haláláig. Ebben az újságban Day támogatta az elosztás katolikus gazdasági elméletét, amit a kapitalizmus és a szocializmus közti harmadik útnak tartott. Aktivizmusa és írásai politikailag radikálisként szereztek neki országos hírnevet, talán a leghíresebb radikálisként, az amerikai katolikus egyház történelmében.
Dorothy Day élete ösztönzés a Katolikus Egyház számára. XVI. Benedek pápa Day konverziójának történetét annak példájaként használta fel, hogyan vezet út a hit felé, egy szekularizált környezetben." Ferenc pápa a példaadó amerikaiak rövidlistájához számította, együtt Abraham Lincolnnal, Ifj. Martin Luther Kinggel és Thomas Mertonnal, az Egyesült Államok Kongresszusa előtt tartott beszédében. Az Egyház megnyitotta Day lehetséges kanonizációjának ügyét, melynek vizsgálatát a Szentszék elfogadta. Ennek megfelelően az Egyház az Isten szolgája címmel illeti.

## Életrajz

### Korai évek
Dorothy Day 1897. november 8-án született, Brooklyn Heights-en; (Brooklyn, New York). Olyan családba, melyet önéletrajzíróként "szilárdnak, hazafiasnak és középosztálybelinek" jellemzett. Apja, John Day Tennessee-i szülötte volt, míg anyja, Grace Satterlee, észak New York szülötte. Szülei egy episzkopális templomban, Greenwich Village-ben házasodtak. Három fivére volt és egy lánytestvére. 1904-ben, az apja, aki lóversenyek elkötelezett sporttudósítója volt, állást kapott egy újságnál San Franciscóban. A család Oaklandban, Kaliforniában élt, míg az 1906-os San Franciscó-i földrengés lerombolta az újság létesítményét és apja elvesztette munkáját. A földrengés pusztítására adott spontán válasz, a szomszédok önfeláldozása a válság idején, Day számára az egyéni tettek és keresztény közösség tanulsága lett. A család áttelepült Chicagóba.
Day szülei névleges keresztények voltak, ritkán látogattak templomot. Day mint fiatal gyerek feltűnően vallásosnak mutatkozott, gyakran olvasta a Bibliát. Mikor tízéves lett, látogatni kezdte az episzkopális templomot, miután a vezető meggyőzte anyját, hogy a Day fivérek csatlakozzanak a templomi kórushoz. Elragadta a liturgia és annak zenéje. Megkeresztelkedett és konfirmált abban a templomban.
Day lelkes olvasó volt tinédzserként, egyik könyvtől jutott a másikig. Hogy mi az anarchia, valamint a szélsőséges szegénység, azt Peter Kropotkintől tanulta meg, aki az együttműködés eszméjét támogatta, ellentétben a Darwin által képviselt túlélésért folytatott küzdelemmel. Élvezte az orosz irodalom hallgatását is az egyetemen, különösen Dostoesvkyt, Tolsztojt, Gorkyt. Olvasott egy csomó társadalomtudatos munkát, amely a jövőben az alapokat jelentette; ez segítette a társadalmi aktivizmus támogatását és az mozgalmakban való részvételt.
1914-ben Day az Illinois-i Egyetem ösztöndíjasa lett. Kelletlenül tanult. Főként a kereszténység radikálisan szociális iránya érdekelte. Kerülte a kampusz társadalmi életét, és ahelyett, hogy apja pénzére támaszkodott volna, azzal segített magán, hogy ruháját, cipőjét diszkont áruházakból vette meg. Elhagyta az egyetemet két év után és New Yorkba költözött.

### Társadalmi aktivizmus
Letelepedett a Lower East Side-on , majd több szocialista kiadvány alkalmazottjaként dolgozott, mint a The Liberator, a The Masses, és a The Call. "Derűsen kifejtette a türelmetlen szocialistáknak, hogy ő pacifista volt még az osztályharc idején is." Évekkel később Day leírja, hogyan húzott különböző irányokba: "csak tizennyolc éves voltam, szóval ingadoztam a szocializmus iránti hűségem, a szindikalizmus (az I. W. W.'s), valamint az anarchizmus között. Amikor Tolsztojt olvastam anarchista voltam. A The Call-hoz való hűségem szocialistának tartott, jóllehet baloldalinak, az amerikanizmusom az I. W. W. mozgalom felé hajtott."
Az 1917-es vértelen februári forradalmat Oroszországban ünnepelte, a monarchia megbuktatását és reformpárti kormány létrehozását. 1917 novemberében letartóztatták, mert a Fehér Háznál a nők szavazati jogának érdekében sztrájkolt egy kampány részeként, melyet Alice Paul és a Nők Nemzeti Pártja által szervezett Silent Sentinels-nek hívtak. 30 nap börtönre ítélték, amiből 15 napot szolgált le, mielőtt kiengedték, tízet belőle éhségsztrájkban.
Több hónapot töltött Greenwich Village-ben, ahol közel került Eugene O'Neill-hez, akinek később javára írta, hogy elősegítette "a bennem lévő vallásos érzék megerősödését". Több évig volt szerelemi viszonya Mike Golddal, egy radikális íróval, aki később neves kommunista lett. Megmaradt a barátsága olyan prominens amerikai kommunistákkal, mint Anna Louise Strong és Elizabeth Gurley Flynn, aki vezetője lett a Kommunista Pártnak az USA-ban.
Kezdetben Day bohém életét élt. 1920-ban vagy 1921-ben, épphogy miután véget ért egy boldogtalan szerelemi viszonya Lionel Moise-szal, és abortuszt végeztek rajta, hozzáment Berkeley Tobey-hez polgári szertartással. Egy évet töltött el vele Európában eltávolodva a politikától, elsősorban a művészetre, az irodalomra, egy félig önéletrajzi regény írására, a The Eleventh Virgin-re (1924) fókuszálva, mely Moiseszal való viszonyát dolgozta fel. Az "Epilógusban" saját tapasztalatából megpróbálta felvázolni a nők helyzetének tanulságát: "azt hittem, hogy egy szabad és emancipált fiatal nő vagyok, és kiderült, hogy nem ... Szabadság csak a modernitás köntöse, egy új csapda, hogy mi, nők eljátsszuk, hogy megkaphatjuk azt a férfit, akit csak akarunk." Később egy "nagyon rossz könyvnek" nevezte. A regény megfilmesítési jogainak eladásáért 2500 dollárt adtak neki, amin vett egy tengerparti házat az íráshoz való visszavonulásra a Staten Island-en, New Yorkban. Hamarosan talált egy új szeretőt, Forster Batterham, aktivistát és biológust, aki csatlakozott hozzá hétvégenként. Ott élt 1925-től 1929-ig, barátokkal szórakozva és élvezve a romantikus kapcsolatot, ami tönkrement, amikor szenvedélyesen kezdte venni anyaságát és vallását.
Day, aki sterilnek gondolta magát az abortuszát követően, megörült, mikor 1925 közepén várandósnak találta magát, Batterham viszont rettegett az apaságtól. Amíg meglátogatta az anyját Floridában és több hónaponra elvált Batterhamtől, fokozódott katolicizmus után való kutatása. Amikor visszatért Staten Island-hez, Batterham érthetetlennek találta növekvő rajongását, részvételét a szentmisén, és a vallásos olvasmányokat. Hamarosan, lányuk, Teresa Tamar születése után, 1926. március 4-én Day találkozott egy helyi katolikus nővérrel, Aloysia S.C.-vel. Segítségével képezte magát a katolikus hitben és megkerszteltette gyermekét, 1927 júliusában. Batterham megtagadta a szertartáson való részvételt, és kapcsolata Dayjel egyre inkább kibírhatatlanná vált, mivel Day vágya az egyházi házasságra szembenállt a szervezett vallás iránti ellenszenvével, annál is inkább a katolicizmussal. Egy utolsó küzdelem után december végén Day elutasította, hogy megengedje visszatérését. December 28-án ő is megkereszteltette magát Aloysia nővérrel, mint keresztszülőjével.
1929 nyarán, hogy a helyzetet Batterhammel maga mögött hagyja, Day elfogadott egy munkát, Pathé Motion Pictures-nek filmpárbeszédet írt, és Tamarral elköltözött Los Angelesbe. Néhány hónappal ezután, miközben bekövetkezik az 1929 értéktőzsde-katasztrófa, a szerződését nem újították meg. Egy mexikói időzésen és egy floridai család meglátogatásán keresztül visszatért New Yorkba. Day újságíróként segítette magát, kertészeti rovatot írt egy helyi lapnak, a Staten Island Advance-t, valamint főcikkeket és könyvrecenziókat írt több katolikus kiadványba, mint a Commonwealbe.
A Commonweal Washington D.C.-be történő kinevezése alatt döntött úgy, hogy nagyobb szerepet vállal a társadalmi aktivizmusból és a katolicizmusból. Az éhségsztrájkok alatt 1932 decemberében arra figyelt fel, hogyan tölti el büszkeséggel, ahogy a felvonulókat nézi, de áttérésével nem sokat tehetett. Felírja önéletrajzába: "Írhatok, tiltakozhatok, hogy felébresszem a lelkiismereteket, de hol volt a több csapat férfi és nő összejövetelében a katolikus vezetőség, a könyörület tényleges tettei, ahogy az elvtársak a munkásokhoz való elérés módjaként mindig cselekedtek?" Később meglátogatta a Szeplőtelen fogantatás Nemzeti Kegyhelyet az északkeleti D.C.-n, hogy imádkozzék azért, meg tudja találni a módját, hogyan használhatja talentumait és tehetségét, hogy segítsen munkatársain és a szegényeken.

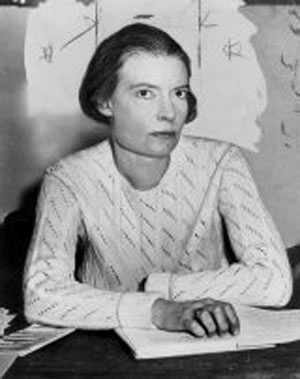
Day 1934-ben

### A Katolikus Munkásmozgalom
1932-ben találkozott Peter Maurinnal, azzal, akit Day mindig annak a mozgalomnak az alapítójaként írt le, amivel azonosulni tudott. Maurin, francia bevándorló, kissé vagabond, a franciaországi Brothers of the Christian Schools-ba lépett be, mielőtt kivándorolt először Kanadába, azután az Egyesült Államokba. A formális végzettség hiányának ellenére, Maurin a mély gondolkodás és a határozottan erős nézetek embere volt. Víziója volt a társadalmi igazságosságról és annak a szegényekhez való viszonyáról, amit részben Assisi Szent Ferenc ihletett. Olyan működésről álmodott, ami az ötletek megosztásán és azt követően, maguknak a szegényeknek a cselekvésén alapult. Maurin mélyen jártas volt az Egyházatyák írásaiban és a társadalmi témájú pápai dokumentumokban, amiket XIII. Leó pápa és utódai bocsátottak ki. Maurin biztosította Day számára a társadalmi megmozdulások szükségességének a katolikus teológiájában történő megalapozását, amit mindketten szükségesnek éreztek. Évekkel később Day leírta, hogy Maurin hogyan tágította látókörét azáltal, hogy egy nap elhozta Kropotkin írásainak kivonatát, és felhívta a figyelmemet a Fields, Factories, and Workshops-re. Day feljegyezte: Csak a Memoirs of a Revolutionist-on keresztül ismertem Kropotkint, ami eredetileg sorozatban jelent meg az Atlantic Monthly-ban. Azt írta: "Ó, az amerikai szabadság messzi napja, mikor Karl Marx a New York-i Tribunebe írhatott, és Kropotkint nem csak az Atlanticban publikálhatták, de befogadták vendégként New England-i Unitarians otthonaiba, és Jane Addams Hull House-ba Chicagóban!" A francia minták és irodalom, amiket Maurin ajánlott Day figyelmébe, különösen érdekesek voltak számára.
A katolikus munkásmozgalom akkor kezdődött, amikor a Catholic Worker első kiadása megjelent 1933. május 1-jén, amit egy centre áraztak, és azóta folyamatosan kiadnak. Azokat vették célba, akik a legtöbbet szenvedtek a Nagy gazdasági világválság mélységeiben, azokat akik azt gondolták, nincs remény a jövőre; közölték velük, hogy a Katolikus Egyháznak van társadalmi programja... ahol Isten emberei nem csak a lelkükért, hanem az anyagi jólétükért is dolgoznak. Hirdetést nem fogadtak el és nem fizettek személyzetet. Mint sok napilap, beleértve a Day által írtakat, a nem-hitvédelmi "pártfogó média" egy példája volt. Ez biztosította a sztrájkok közvetítését és a munkafeltételek feltárását, különös tekintettel a nőkre és a feketékre, és kifejtette a pápai tanítást társadalmi kérdésekben. Partizán nézetei voltak és a történeteket úgy szerkesztették, hogy az olvasókat helyi cselekvésre motiválja, például hogy támogassák a Laundry Workers' Union által ajánlott mosókonyhákat. 
A szövetségi gyermek-munkatörvények pártfogása hadilábon állt az amerikai egyház hierarchiájával az első kiadás óta, de Day cenzúrázott néhányat Maurin az egyház hierarchiájával szembeni támadásából és megpróbálta összegyűjteni az újság kiadásait, hogy bemutassa XI. Piusz pápának 1935-ben. Az újság elsőszámú riválisa mind terjesztésben mind ideológiában a kommunista Daily Worker volt. Day ellenezte ateizmusát valamint osztálygyűlöletét, az erőszakos forradalmat, a magántulajdon ellenzését. A Catholic Worker első kiadása azt kérdezte: Lehetetlen radikálisnak lenni de nem ateistának? – így ünnepelte Day, a kommunisták közvetlen provokációjaként, a Union Square-en történő májusi megjelenést. Day megvédett olyan kormányzati kisegítő programokat, mint a Civilian Conservation Corps, amit a kommunisták kigúnyoltak. A Daily Worker úgy reagált, hogy kigúnyolta a Catholic Workert jótékonysági munkájáért és a háztulajdonosok iránti rokonszenvéért, mikor a kilakoltatás erkölcsileg rossz. Ebben a küzdelemben az egyházi hierarchia támogatta Day mozgalmát és a Commonweal, egy olyan katolikus folyóirat, ami nagyon sokféle nézőpontot fejezett ki, azt mondta, Day háttere jelenti küldetésének forrását: kevés laikus van ebben az országban, aki a kommunista propagandában és képviselőiben ennyire jártas.
A több évtized folyamán a Catholic Worker olyan írókat és szerkesztőket vonzott, mint Ammon Hennacy, Thomas Merton, és Daniel Berrigan. A kiadói vállalkozásból jött a "Vendégszeretet Háza", egy menedék, ami ételt és ruházatot nyújtott a szegényeknek a Lower East Side-on, azután farmok sorozata a közösségi életért. A mozgalom gyorsan terjedt más városokba, az Egyesült Államokban, Kanadában és az Egyesült Királyságban. Több mint 30 független de társult katolikus munkásközösséget alapítottak 1941-ig.
1935-től kezdve, a Catholic Worker olyan cikkeket kezdett publikálni, amik szigorú és kompromisszummentes pacifista pozíciót fejeztek ki, szakítva az igazságos háború hagyományos katolikus doktrínájával. Az azt követő évben a spanyol polgárháborúban harcoló két oldalt nagyjából közelítette egymáshoz Day mindkettőhöz való hűsége, az egyházhoz, szövetkezve Franco több frontvonalon harcoló radikálisával: a Catholic-ot és a Worker-t. Day elutasította, hogy a katolikus hierarchiát követve támogassa Francot a republikánus erőkkel szemben, ami ateista és antiklerikális szellemiségű volt, az anarchistáktól és a kommunistáktól vezetve. Elismerte a papok és az apácák mártíromságát Spanyolországban; azt mondta, a forradalom idején még több mártír utáni vágyban élt:
"Elő kell készülnünk a mártíromságra, különben nem leszünk készek. Ki az közülünk, aki ha támadás érte volna, most ne gyorsan és emberien válaszolna ilyen támadással szemben? Szeretnénk a testvérünket, aki üt minket? Hányan ne védenénk meg magunkat a The Catholic Workernél, bármilyen eszközzel, ami a hatalmunkban áll? Elő kell készülnünk. Most kell előkészülnünk. Le kell fegyverezzük szíveinket."
A lap példányszáma visszaesett, amikor sok katolikus templom, iskola és kórház, amiket korábban mint terjesztési pontokat ellátott, visszavonták támogatásukat. A példányszám 150,000-ről 30,000-re esett.
1938-ban kiadta a politikai aktivizmusától a vallásosan motivált aktivizmusig történő átalakulásának számvetését From Union Square to Rome címen. Válogatva beszélte el élettörténetét anélkül hogy részletezte volna korai éveinek "fájdalmasan halálos bűneit" mikor az élete "szánalmasan kisszerű volt és silány". Választ adott a kommunista rokonoknak és barátoknak, akik azt kérdeztek: Hogyan válhattál katolikussá?:
"Amit ki akarok hozni a könyvből, azon események sora, ami az Ő lábaihoz vezetett engem. Az Ő pillantása, amit sok éven át kaptam, megéreztette velem az Ő és a vallás létfontosságú szükségét. Megpróbálom felvázolni neked a lépéseket, amik által a hit elfogadására jutottam, arra, hogy a hitem mindig is a szívemben volt."
A new york-i érsekség Cardinal's Literature Bizottsága a katolikus olvasók figyelmébe ajánlotta.

### Aktivizmus
Az 1940-es évek elején kapcsolatba került a bencésekkel, 1955-ben a Szent Prokop Apátság oblátájaként tett fogadalmat. A lelkiélet gyakorlatát adta neki, és olyan kapcsolatot, mely megtartotta őt egész hátralévő életében. Rövid ideig a Jézus Caritas Társaság jelöltje volt, amit boldog Charles de Foucauld példája ihletett. Day kellemetlenül érezte magát és nem értett egyet a találkozók zajlásával. Mikor visszavonta jelöltségét a Társaságnál, azt írta egy barátjának: "csak azt akartam, hogy tudd, minden eddiginél közelebb érzem magamhoz: lehetetlen, hogy Kistestvér legyek, vagy hivatalosan a tagja".
Day újra megerősítette pacifizmusát az Egyesült Államok 1941-es hadüzenetét követően, és felszólított a nem-együttműködésre: El kell kezdenünk. El kell utasítanunk a háborút, mint a politika eszközét… Akkor is, ha beszédemmel bűnt követek el, amit egyesek árulásnak hívnak. De el kell utasítanunk a háborút… Nektek, fiatal férfiaknak kellene elutasítani a fegyverfogást. Fiatal nőknek letépni a hazafias plakátokat. És ti mind – fiatalok és öregek – tegyétek el zászlóitokat. 1942-es januári hasábjainak főcímében ez állt: Folytatjuk Keresztény Pacifista Álláspontunkat. Azt írta:
Még mindig pacifisták vagyunk. A mi kiáltványunk a Hegyi Beszéd, ami azt jelenti, meg kell próbálnunk a béketeremtést. Sokunk lelkiismereti tiltakozásának hangot adva, nem fogunk részt venni a hadviselésben, vagy lőszerek gyártásában, vagy államkötvények vásárlásával a háború folytatását támogatni, és másokat ezekre ösztönözni. De nem fogunk kritikánkban ócsárolni sem. Szeretjük országunkat, szeretjük elnökünket. Miénk volt az egyetlen ország a világon, ahol minden nemzet elnyomott bevándorlóit befogadták. Beismerjük, hogy míg szándék szerint megpróbálunk kiállni a békéért, testvéreink szeretetéért, a gyakorlatban azonban, amerikaiként elhibázzuk elveink felélesztését.
A Catholic Worker példányszáma, a spanyol polgárháború veszteségeit követően 75.000-re emelkedett, de most ismét lezuhant. Szerte az országban a mozgalom házaiból sokakat bezártak, mivel a munkatársak elhagyták azokat, hogy csatlakozzanak a háború törekvésekhez, azt mutatta, hogy Day pacifizmusa korlátozottan fejtette ki hatását, még a Catholic Workeren belül is.
1949. január 13-án a New York-i Érsekség által irányított munkások szakszervezetei a temetőknél sztrájkolni kezdtek. Néhány hét után, Francis Spellman érsek laikus testvéreket alkalmazott a helyi Maryknoll szemináriumból és az ő felügyelete alatt lévő egyházmegyei szeminaristákat, hogy végét vegyék a sztrájknak sírok ásásával. Az egyesület akcióját kommunista-ihletettségűnek nevezte. A Catholic Worker munkásai is csatlakoztak a sztrájkolók sorához, Day pedig írt Spellmannak, hogy megmondja, téves értesülései vannak a munkásokról és azok igényeiről. Megvédte azok egyesülési jogát és emberi méltóságát, amit sokkal fontosabbnak ítélt, mint a bérekről szóló bármilyen vitát. Kérte, hogy tegye meg az első lépéseket a vita tisztázásához: "Menjen hozzájuk, és békítse ki őket. Könnyebb a nagyoknak engedni, mint a szegényeknek." Spellman egészen a sztrájk március 11-ei végéig szilárdan ellenállt, mikor is a szakszervezeti tagok elfogadták az érsekség 48 órás és 6 napos munkahét eredeti ajánlatát. 
Day áprilisban megírta a Catholic Workerbe: egy érsek, meggondolatlanul túlfűtötten gyakorolta hatalmát a szegény munkások szakszervezete ellen. Van az ördögnek egy kísértése, ami rettenetesebb minden háborúnál, a háború a klérus és a világiak között. Évekkel később szemtől szemben magyarázta el álláspontját Spellmannek: Ő a mi főpásztorunk és gyóntatónk; ő a mi lelkivezetőnk – mindnyájunknak, akik itt élünk New Yorkban. De nem az uralkodónk. 1951. március 3-án az Érsekség elrendelte, hogy hagyjon fel Day a publikációval vagy távolítsa el a Catholic szót az újság nevéből. Egy tiszteletteljes levélben válaszolt, ami ugyanolyan jogot követelt a Catholic Worker megjelenésének, mint ami a Katolikus Háborús Veteránok nevének volt, saját nézetük szerint az Érsekségtől függetlenül. Az Érsekség nem válaszolt, később Day úgy tanakodott, hogy az egyházi hivatalnokok talán nem akarták megengedni, hogy a Katolikus Munkásmozgalom tagjai imavirrasztásokat tartsanak. "Készek voltunk, hogy a St. Patrickba menjünk, megtöltsük a templomot, imádsággal, azon kívül maradva. Készek voltunk élni Amerika szabadságának előnyeivel, hogy azt mondhassuk amit gondolunk és megtehessük azokat az igaz dolgokat, amikről hittük, hogy meg kell tennünk."
Önéletrajza, a The Long Loneliness 1952-ben jelent meg Quaker Fritz Eichenberg illusztrációival. A The New York Times néhány év múlva így összegezte:
Az önéletrajz, jól meggondolva, egy hagyományos észak new york-i hátterű lányé, akit érdekeltek a szomszédai, főként a szerencsétlenek, elvezeti őt a női egyenjogúság mozgalmához, a szocializmushoz, az I.W.W.-hez, a kommunizmushoz és végül a Római Katolikus Egyházba, ahol társalapítója lett a Katolikus Munkásmozgalomnak.
1955. június 15-én Day csatlakozott a pacifisták egy csoportjához a civil védelmi-gyakorlat elutasításában, amit aznap vezettek be. Néhányan közülük tagadták a törvény alkotmányosságát ami őket terhelte, de Day és hatan mások azon az állásponton voltak, hogy álláspontjuk nem vita tárgya törvényesen, csak egy elmélet. Day nyilvánosan kért bocsánatot az Egyesült Államok első atomboma használatáért. 1955. szeptember 28-án bűnösnek vallották magukat, de a bíró elutasította börtönbe küldésüket, "nem csinálok mártírokat" – mondta. Ezt tette az elkövetkezendő öt év mindegyikében. 1958-ban ahelyett, hogy menedéket vett volna, csatlakozott egy csoporthoz őrt állni az Atomic Energy Commission irodái körül. Néhány év múltán az ítéletet elengedték, egyetlen alkalommal ült börtönben, 30 napot.
1956-ban David Dellinger-rel és Rev. A.J. Muste-val, a pacifista mozgalom két veteránjával szövetkezett és segített megalapítani a Liberation magazint.
1960-ban elismerte Fidel Castro ígéretét a társadalmi igazságosságról. Azt mondta, sokkal jobb hevesen felkelni, mint semmit se tenni a szegény szűkölködőkért. Néhány hónappal később Day Kubába utazott és beszámolt tapasztalatairól egy négy részes sorozatban a Catholic Workerben. Mindenekelőtt az emberek vallásos életében vagyok érdekelt, így nem lehetek annak a rezsimnek az oldalán, ami a vallás gyökeres kiirtását támogatja. Másfelől, mikor az a rezsim minden erőfeszítése arra hajlik, hogy az embereknek jó életet teremtsen, egy természetesen jó életet (amire a kegyelem építhet) az segíteni nem tud, de a támogatásban lépéseket tenni igen.
Day remélte, hogy a Második Vatikáni Zsinat támogatná az erőszakmentességet, mint a katolikus élet alapvető tanítását és elítélné a nukleáris fegyverkezést, mind a hadviselésben való használatukat, mind a fegyverkezés elrettentésre való használatának ideáját, a terrorizmus ellensúlyozásának kiépítésével. Lobbizott római püspököknél és más nőkhöz csatlakozva tíz napig böjtölt. Elégedett volt mikor a Zsinat a Gaudium et spes-ben (1965), az Egyház és a modern világ viszonyáról szóló konstitúció kimondta, hogy a nukleáris hadviselés összeférhetetlen a hagyományos katolikus igazságos háború elméletével: "Minden olyan háborús cselekmény, mely egész városoknak vagy széles területeknek és lakosságuknak különbségtétel nélkül való elpusztítását célozza, bűncselekmény Isten és ember ellen, amit következetesen és habozás nélkül kárhoztatni kell. "
1963-ban megjelent Loaves and Fishes, Day számvetése a Katolikus Munkásmozgalomról.
Intézmény-ellenes szimpátiája ellenére Day árnyalta a 60-as évek ellenkultúrájának megítélését. Élvezte, hogy Abbie Hoffman tősgyökeres hippinek nevezte, amit a materializmustól való elfordulás egy módjaként fogott fel. Ugyanakkor helytelenített sokakat, akik hippinek nevezték magukat. Írt néhányukról, akikkel 1969-ben Minnesotában találkozott: Megházasodnak 17 és 18 évesen, elfoglalva erdőket a kanadai határnál és maguk építenek házakat, mint az első telepesek. De felismerte bennük a középosztálybeli jómód önelkényeztetését: emberek, akik nem ismerik a szenvedést és nem ismernek elveket. Elképzelte, hogy a Vietnámból visszatérő veteránok hogyan akarnák megölni őket, aztán arra jutott, hogy az, amit a virág-emberek érdemelnek, az "ima és bűnbánat". Day vezetőként küzdött a befolyással, mivel a Catholic Worker házak fölött közvetlen nem gyakorolt hatalmat, még a Tivoli Catholic Worker Farm fölött sem, amit gyakran látogatott. Naplójába jegyezte fel csalódottságát: "nincs módom ellenőrizni a mariguana szívást, például, vagy a szabad szerelmet, vagy a magányos bűnöket."
1966-ban, Spellman karácsonykor amerikai csapatokat látogatott meg Vietnámban, ahol állítólag azt mondta: Ez a háború Vietnámban... háború a civilizációért. Day válasza a Catholic Worker 1967 januári kiadásában jelent meg, ami elkerülte a közvetlen kritikát, de sorra vette a háborús övezetek mindegyikét, amit Spellman az évek során meglátogatott: "Ez nem csak Vietnám, ez Dél-Afrika, Nigéria, Kongó, Indonézia, egész Latin-Amerika. A látogatás bátor dolog, írta, és megkérdezte: De jaj, ezek az amerikaiak mind, mit tesznek szerte a világban oly messze a mi saját partjainktól?"
1970-ben a vietnámi háborúban való amerikai részvétel csúcsán Ho Chi Minh-t a vízió embereként, hazafiként, a külföldi támadók elleni lázadóként írta le, míg elmondja egy hétvégi együttlét történetét a rokonokkal, ahol az embernek meg kell találnia az egyezség és az összhang pontjait, ha lehetséges, még inkább, mint vallás és politika fájdalmas különbségeiben.

### Késői évek
1971-ben, Day elnyerte a Davenporti Katolikus Egyházmegye Kisebbségi Tanácsának Pacem in Terris-Díját, Iowában. A Notre Dame Egyetem ítélte oda neki a Laetare Érmet 1972-ben.
Rossz egészségi állapotának ellenére, Day meglátogatta Indiát, ahol találkozott Teréz Anyával és látta őt dolgozni. 1971-ben meglátogatta Lengyelországot, Szovjetuniót, Magyarországot, és Romániát, a békeaktivisták azon csoportját, akiknek pénzügyi támogatottságát Corliss Lamont biztosította, és akiket "komcsi" milliomosoknak nevezett, szerényen élve segítettek az USA Kommunista Pártját.
Találkozott az Írók Szövetségének három tagjával és megvédte Alexander Solzhenitsynt azon vádakkal szemben, hogy elárulta országát. Day informálta olvasóit: "Solzhenitsyn szegénységben él. Kizárták az Írók Szövetségéből és nem publikálhat saját országában. Állandóan zaklatják, nemrég a vidéki kis kunyhóját rongálták meg, írásait megsemmisítették, egy barátját pedig, aki elment, hogy néhány írását elhozza neki, megragadták és megverték. A levelet, amit Solzhenitsin írt tiltakozásképpen, széles körben nyomtatták nyugaton, én pedig boldog voltam, hogy végül láttam egy bocsánatkérő levelet a Moszkvai hatóságok részéről, mondván: »a helyi rendőrség volt, akik olyan hevesen cselekedtek.«"
Day meglátogatta Kreml-t, és így számolt be: elmentem, hogy lássam az amerikaiak nevét, Ruthenberget és Bill Haywood-ot a Kremlin falán római betűkkel, és Jack Reed nevét (akivel a régi miséken dolgoztam) egy virág-borította síron cirill betűkkel. Ruthenberg az a C. E. Ruthenberg volt, aki az USA Kommunista Pártját alapította. Bill Haywood pedig az IWW kulcsfigurája volt. Jack Reed ismertebb nevén John Reed újságíró pedig a Ten Days That Shook the World szerzője volt.
1972-ben az amerikai jezsuita magazin 75. születésnapját azzal jelezte, hogy egy egész kérdést Daynek és a Katolikus Munkásmozgalomnak szentelt. Azt írták a szerkesztők: "Ha most egyetlen személyt kellene választani, aki az amerikai katolikus közösség legjobb törekvéseit és tetteit jelképezi az elmúlt negyven évben, az az egy személy határozottan Dorothy Day volna."
Day támogatta Cesar Chavez munkáját a Kaliforniai farm munkásainak szervezésében, a mozgalom kezdetéből a 60-as évek közepén. Csodálta vallásos indíttatását és elkötelezett erőszakmentességét. 1973 nyarán csatlakozott Cesar Chavezhez a farm munkásmozgalmához a Kaliforniai földeken. Letartóztatták más tüntetőkkel együtt, mert ellenszegült a sztrájkőrséggel szembeni rendelkezésnek, és tíz nap fogságra ítélték.
1974-ben Boston Paulist Center Community az Isaac Hecker Award díj első címzettjének nevezte ki, amit olyan személynek vagy csoportnak adnak, aki elkötelezett egy igazságosabb és békésebb világ mellett.
Day utolsó nyilvános megjelenését 1976. augusztus 6-án az Eucharisztikus Kongresszuson tartotta, Philadelphiában egy istentiszteleten, ami az Amerikai Egyesült Államok hadereje előtt tisztelgett az Egyesült Államok bicentenáriumán. Megbékélésről és bűnbánatról beszélt, és bírálta a szervezőket, mert hibáztak felismerni, hogy békeaktivistáknak augusztus 6. az első atombomba napja, amit Hiroshimára dobtak, alkalmatlan nap tisztelegni a hadsereg előtt.
1980. november 29-én, Maryhouse-nál, Manhattenben, a keleti Harmadik utcán szívrohamot kapott és elhunyt. Terence Cooke bíboros búcsúztatta a temetési szertartáson a Születés Templomban, a helyi közösség templomában. Day a Feltámadás Temetőben lett eltemetve, Staten Islanden, csak néhány háztömbre attól a tengerparti kunyhótól, ahol először kezdett a katolicizmus iránt érdeklődni. Sírkövére a Deo Gratias szavakat vésték. Day lánya, Tamar, kilenc gyermek édesanyja, anyjával volt, amikor meghalt, ő és az apja csatlakozott a temetési szertartáshoz, és részt vettek később a bíboros által celebrált gyászmisén a St. Patrick katedrálisban. Day és Batterham életre szóló barátok maradtak.
Day írásainak a Marquette Universitynél adtak otthont a Catholic Worker sok dokumentumával egyetemben. A The Catholic Workernek néhány éven keresztül 100,000-nél nagyobb forgalma lett, 2013-ra állítólag 30,000 alá csökkent.
1983 májusában az amerikai katolikus püspökök konferenciája által kiadott lelkipásztori levél, A béke kihívása feljegyezte szerepét az erőszakmentesség katolikus elvként történő megalapozásában: az erőszakmentesség olyan tanúinak, mint Dorothy Day és Martin Luther King mély hatása volt az amerikai egyház életére.
A kísérlet, hogy megőrizzék a Staten Island-i kunyhót, annál a spanyol tábori közösségnél, ahol élete utolsó évtizedét töltötte, 2001-ben nem járt sikerrel.

## Elvei

### Jótékonyság és szegénység
Day élete nagy részében azért küzdött, hogy a szegénységről írjon. Csodálta Amerika erőfeszítéseit a kormány felelősségteljes átvételére, de végül úgy érezte, a karitatív munka személyes döntés, amihez szükséges az egyén melegsége.
Day a szegények elleni bűnöket is leleplezte. Azt mondta, a munkások elnyomása halálos bűn, hasonló nyelvet használva, mint János evangélista a Bibliában. Azt mondta a reklámok is bűnösek (jaj annak a nemzedéknek), mert rávették a szegényeket hogy szabadságukat és becsületüket áruba bocsátsák értéktelen vágyak kielégítéséért.

### Minden ember testvér
Az 1951. májusi Catholic Workerben Day azt írta, Marxot, Lenint és Mao Ce-tungot a testvér iránti szeretet éltette és ezt hinnünk kell, bár a hatalom megragadásával, tekintélyes hadseregek építményével, koncentrációs táborok kényszerével, kényszermunkával, kínzással és több tízezrek, milliók meggyilkolásával végződtek. Példákként használta őket, mert ragaszkodott azon hitéhez, hogy minden ember testvér, megkövetelte a katolikusoktól, hogy találják meg mindenkiben az emberit, kivétel nélkül.
"Csak azzal, ahogy embereket rázunk meg, hogy idézzük Marxot, Lenint, Mao Ce-tungot vagy Rámakrisnát újra megfogalmazzuk a közös emberiségünk, az ember testvérisége és Isten apasága melletti érveket."

### Rokonszenv az anarchistákkal
Day az anarchizmussal egyetemi évei alatt találkozott. Elolvasta Frank Harristől a The Bombot, a Haymarket anarchisták egyik regény-életrajzát. Megvitatta az anarchiát és az extrém szegénységet Peter Kropotkinnal. New Yorkba költözése után tovább tanult az anarchizmusról és anarchista estekre járt.
Day-t elszomorították Sacco és Vanzetti anarchisták kivégzése 1927-ben. Mikor meghaltak, a nemzet egésze gyászolt. Katolikusként szolidaritást érzett velük, "különösen éppen azt a szolidaritást, ami fokozatosan megértette velem Krisztus Misztikus Testének doktrínáját, ami által mind egymás tagjai vagyunk."
Vitatkozva az anarchizmus fogalmáról, azt írta: "Mi magunk soha nem haboztuk használni a szót. Néhányan jobban szeretik a perszonalizmust. De Peter Maurin egyik kezében Kropotkinnal, másikban Szent Ferenccel közelített!"
Day elmagyarázta, hogy az anarchisták elfogadták őt olyasvalakinek, aki osztotta mozgalmuk értékeit, "mert voltam rendőrségen rács mögött, fogdákban, börtönökben és börtön farmokon ... tizenegyszer, és megtagadtam, hogy jövedelemadókat fizessek és sohasem szavaztam, de meglepte őket, amikor meglátták a monolit, tekintélyelvű egyház iránti hitemet." Megfordította nézőpontját és figyelmen kívül hagyta ateizmusukat, azt írta: "én viszont látom bennük Krisztust, még akkor is, ha tagadják, mert annak adják magukat, hogy dolgozzanak a Föld nyomorultjainak jobb társadalmi rendjéért."

### Rokonszenv a kommunistákkal
A Catholic Worker első éveiben Day egyértelműen megfogalmazta, miben különbözik az individualizmus a kommunizmustól:
"Hiszünk a magántulajdonban, az amerikai népünk de-proletarizmusában. Hiszünk az egyénben, aki birtokolja a termelőeszközöket, a földet és eszközeit. Ellenezzük a pénzügyi kapitalizmust, amit annyira jogosan kritizált és elítélt Karl Marx, de azt hisszük, hogy tud lenni egy keresztény kapitalizmus, mint ahogy a keresztény kommunizmus is lehetséges."
Azt is írta: "Az imádság munkája – ez a munka kereszténység doktrínájának központi pontja. Ezentúl, míg a kommunizmust és a kereszténységet is a tömegek iránti részvét mozgatja, a kommunizmus tárgya gazdagabbá tenni a szegényeket, de a kereszténység tárgya szegénnyé tenni a gazdagokat és a szegényeket szentekké."

### A Katolikus sajátosság
Az amerikai konzervatív Bill Kauffman így ír Day-ről: "A kis út. Ez az, amit keresünk. Ez – szemben a személyes parkolópályák és a pénzisten etikájával – az amerikai út. Dorothy Day megtartotta a kis utat, és ez az, amit értékelünk benne. Megértette, hogy ha a kicsi nem is mindig gyönyörű, de legalább mindig emberi.
Day kicsinységben való hite mások tulajdonára is vonatkozott, beleértve a Katolikus Egyházat, ahogy azt meg is írta: "Az mindig biztató gondolat volt számomra, hogy ha jó a szándékunk, és még mindig képtelenek vagyunk arra, hogy orvosságot találjunk időnk gazdasági visszaéléseire a családunkban, a községeinkben, és a nagy egyház egészében, Isten kézbe fogja venni ügyeinket és elvégzi a munkát nekünk. Amikor megláttam a Garibaldi hegyeket British Columbiában... mondtam egy imát a lelkéhez és magasztaltam, hogy Istennek mily nagyszerű eszköze. Isten használhat minket!"
Daniel Lyons jezsuita pap Day-t a jámbor túlegyszerűsítés apostolának nevezte. Azt mondta, hogy a Catholic Worker gyakran kiforgatta a pápai pozíció elismerését ".

### Katolikus hithűség
Day egy visszaemlékezésében azt írta: "volt egy beszélgetésem John Spivakkal, a kommunista íróval, aki pár évvel ezelőtt azt kérdezte tőlem: "Hogy tudsz hinni? Hogy tudsz hinni a szeplőtelen fogantatásban, a Szűztől születésben, a feltámadásban?" Csak azt tudtam mondani, hiszek a Római Katolikus Egyházban és mindabban, amit tanít. Elfogadtam autoritását teljes szívemmel. Ugyanakkor rá akartam mutatni, hogy megtanít a végső állhatatosságért való imádságra. Megtanít, hogy a küzdelem ajándék, és néha elámulok, hogy egyesekben ez megvan, másokban nem. Érzem saját értéktelenségemet és soha nem tudok elég hálás lenni Istennek a küzdelem ajándékáért."

### A laikusok
1964-ben a Los Angelesi James McIntyre bíboros és néhány papja között, akik kritizálták őt a polgárjogi vezetés hiánya miatt, a folyamatos vita sajtótájékoztatójára adott válaszként Day írt egy esszét a világiak felelősségéről, hogy az egyházi hierarchiától függetlenül cselekedjenek. Amikor a Catholic Worker a II. világháború alatt, kinyilvánította pacifista álláspontját, McIntyre bíboros csupán azzal válaszolt… "Soha nem tanultuk ilyen dolgokat a papneveldében..." – és habozva hozzátette, "természetesen szükséges tájékoztatni az emberek lelkiismeretét." Day hozzáfűzte, "szemrehányást kell tenni pásztorainknak, mert nem adtak szilárd táplálékot juhaiknak… alkalmassá téve őket minden akadály legyőzésére egy olyan társadalom felé való haladásban, amiben könnyebb jónak lenni." Olvasóihoz ezzel fordult:
"Kapcsolataikból had alakítsák a katolikusok találkozóikat saját otthonaikban, egy bérelt teremben, vagy bárhol máshol. Semmi sem kellene, hogy megállítsa őket. Had bontakozzon ki a dolog ezen az úton."

### Nemiség
1963 szeptemberében, rovatában megvitatta Day a házasság előtti szexualitást, figyelmeztetve azokat, akik azt a szabadság egy fajtájaként értelmezik: "A hús bölcsessége valóban áruló." Olyan nőként jellemezte magát, akinek a család fogalmában kell gondolkodnia, a gyermek szüksége hogy legyen anya és apa is, akik erősen hiszik, hogy az otthon a társadalom része.
Azt írta: "Amikor a szexualitást könnyen kezelik, mint az öröm eszközét... ez démoni minőségeket vesz fel, és ebbe a sötétségbe való leereszkedés a pokol előízévé válik..."
1968-ban Day ismét írt a szexualitásról — ez alkalommal a naplójába — válaszként Stanley Vishnewski (és a Tivoli farm más munkatársainak) kritikáira, hogy "nem volt hatalma a marihuána használat, a szabad szerelem vagy a magányos bűnök fölött."
A helyzet továbbra is probléma maradt Daynek, amit naplójába jegyzett fel:
"Néhány hete ez most a problémám: Mit kell tenni a szabados erkölcs (és természetesen szexuális erkölcsre gondolok) kellős közepén? Olyan az, mint az utolsó időkben — semmi sincs elrejtve, ami napvilágra ne kerülne. De mikor ezek a dolgok nyílt vita tárgyává válnak, akkor mi van példaadó mintával, minden tanítás legerősebbikével?"
"Van most velünk egy szép nő gyerekekkel, akiknek a férje tizenhét évesen szedte fel őt, elvált és egy új házasságba kezdett. Menedékért jött hozzánk, ahol a másokért való munkával az ötven vagy annál is több létszámú közösségünkben időnként el tudja felejteni emberi nyomorúságát."
"Van egy fiatalunk is, részeg, kicsapongó, szép, akár egy festmény, egyetemi végzettségű, pajkos és képes magát minden helyzetből kibeszélni. Akkor jön hozzánk, ha részeg, megverték, éhes és fázik, és amikor rászedték, képes bármilyen ember ágyába bekúszni. Nem tudjuk mennyivel feküdt le a farmon. De mit tudunk tenni? Mit tudunk?"

## Kanonizáció
Day kanonizálásáról szóló indítványt 1983-ban a Claretian Missionaries által hozták nyilvánosságra. John J O'Connor bíboros, azon egyházmegye fejének kérésére, ahol Day élt, II. János Pál 2000 márciusában engedélyt adott a new york-i Érsekségnek, hogy megnyissák ügyét és engedélyezte, hogy a Katolikus Egyház Isten szolgája névvel illesse.
Ahogy a kánonjog megkívánja, New York érseke terjesztette az ügyet a Egyesült Államok Katolikus Püspöki Konferenciája elé jóváhagyásért, amit 2012 novemberében megkapott. A Katolikus Munkásmozgalom néhány tagja kifogásolta a kanonizálási eljárást, Day saját értékeinek és aggodalmainak ellentmondása miatt.
XVI. Benedek 2013. február 13-án, pápasága utolsó napjaiban példaként idézte Day megtérését. Írásaiból idézett és azt mondta: A hithez vezető út ilyen szekularizált környezetben különösen nehéz lehetett, a Kegyelem mindezek ellenére működik.

## Művei
- Dorothy Day (1924) The Eleventh Virgin, semi-autobiographical novel; Albert and Charles Boni; reissued Cottager, 2011
- Dorothy Day (1938) From Union Square to Rome, Silver Spring, MD: Preservation of the Faith Press
- Dorothy Day (1939) House of Hospitality, From Union Square to Rome, New York, NY: Sheed and Ward; reprinted 2015 by Our Sunday Visitor
- Dorothy Day (1948) On Pilgrimage, diaries; reprinted 1999 by Wm. B. Eerdmans Publishing
- Dorothy Day (1952) The Long Loneliness: The Autobiography of Dorothy Day, New York, NY: Harper and Brothers
- Dorothy Day (1963) Loaves and Fishes: The Inspiring Story of the Catholic Worker Movement, New York, NY: Harper and Row; reprinted 1997 by Orbis Books
- Dorothy Day (1979) Therese: A Life of Therese of Lisieux, Templegate Publishing
- Dorothy Day, ed. Phyllis Zagano (2002) Dorothy Day: In My Own Words
- Dorothy Day, ed. Patrick Jordan (2002), Dorothy Day: Writings from Commonweal [1929-1973], Liturgical Press
- Dorothy Day, ed. Robert Ellsberg (2005) Dorothy Day, Selected Writings
- Dorothy Day, ed. Robert Ellsberg, (2008) The Duty of Delight: The Diaries of Dorothy Day
- Dorothy Day, ed. Robert Ellsberg, (2010) All the Way to Heaven: The Selected Letters of Dorothy Day

## Fordítás
- Ez a szócikk részben vagy egészben  a   Dorothy Day című angol Wikipédia-szócikk ezen változatának fordításán alapul.  Az eredeti cikk szerkesztőit annak laptörténete sorolja fel. Ez a jelzés csupán a megfogalmazás eredetét és a szerzői jogokat jelzi, nem szolgál a cikkben szereplő információk forrásmegjelöléseként.